# Hamrånge kyrka
Hamrånge kyrka är en kyrkobyggnad i Bergby. Den tillhör Hamrånge församling i Uppsala stift. 
Kyrkan, som invigdes 1854, ligger på en skogklädd höjd, omkring 150 meter öster om Hamrånge raserade medeltidskyrka. Gamla kyrkogården är bevarad och omges av en låg kallmur. Tidigare fanns en hög rappad bogårdsmur med spåntak och ingångar med stigluckor. 1842 revs stigluckorna och ersattes av murade stenpelare och järngrindar. Gamla kyrkans klockstapel uppfördes 1649 på en höjd omkring 200 meter väster om kyrkan. 1850 revs stapeln. Strax söder om gamla kyrkogården ligger prästgården.

## Medeltidskyrkan
Tidigare kyrka var uppförd på medeltiden låg i norra delen av den gamla kyrkogården. Kyrkan hade en stomme av gråsten och bestod av rektangulärt långhus med tresidigt kor i öster. Vid långhusets nordöstra sida fanns en vidbyggd sakristia och vid långhusets sydvästra sida ett vidbyggt vapenhus. Ytterväggarna genombröts av rundbågiga fönster med blyinfattade rutor. I långhuset fanns fyra fönster och i koret tre. Kyrkans branta sadeltak var belagt med tegel på ett underlag av brädor och näver. Sakristians pulpettak var belagt med spån ovanpå brädor och näver. Kyrkorummets tak av spåntade brädor tillkom vid en ombyggnad 1688-1698 då tidigare stenvalv revs. Samtidigt förlängdes kyrkan åt öster med ett tresidigt kor. Under 1760-talet byggdes sakristian i norr. På grund av sprickbildning och behov av en större kyrkolokal fattades 1843 beslutet att bygga en ny kyrka. 1848 revs medeltidskyrkan och material därifrån användes vid bygget av den nya kyrkan.

## Nuvarande kyrka
Nuvarande stenkyrka i historiserande blandstil uppfördes åren 1847-1851 efter ritningar av länsbyggmästare Carl Axel Setterberg och arkitekt Johan Fredrik Åbom. 16 juli 1854 ägde invigningen rum.
Kyrkan har nord-sydlig orientering och består av rektangulärt, treskeppigt långhus med utbyggd absid vid södra kortsidan och kyrktorn vid norra kortsidan. Långhusets södra del är avdelat i ett smalare kor som flankeras av två mindre rum, där det östra brukas som sakristia. Ingång finns i norr och går genom vapenhuset i tornets bottenvåning. Ytterligare ingångar finns mitt på långhusets östra och västra sida. Ytterväggarna är putsade och målade i ljusröd ton. Omfattningar, lisener och bågfriser är färgade i vitt. Portalerna vid östra- och västra långsidorna markeras av utskjutande risaliter med trappstegsgavlar. Långhusets sadeltak är klätt med skiffer. Kyrktornet, med takfall åt samtliga väderstreck, kröns av lanternin och spira. Kyrkorummet har klassicistisk karaktär och indelas i tre skepp av ortogonala pelare som bär det kraftiga bjälklaget och mittskeppets tunnvalv. Hela kyrkorummet har trägolv som är förhöjt i koret.

### Renoveringar och ombyggnader
En restaurering genomfördes 1934 efter förslag av S H Wranér i Gävle. Nuvarande färgsättning tillkom då och samtidigt gjordes smärre ingrepp i den dittills oförändrade interiören. Bland annat flyttades predikstolen, orgelläktaren gjordes större och antalet sittplatser minskades. 1966 belades kyrktornet med ny koppar. 1973 byggdes brudkammare och toalett under orgelläktaren efter förslag av Sten Dalén i Gävle. 1985 byttes det delvis ursprungliga plåttaket ut mot nuvarande tak av kopparplåt.

## Inventarier
- Dopfunten av sten med uttömningshål är från 1200-talet. Till dopfunten hör ett ålderdomligt lock.
- Ett triumfkrucifix av ek på kors av furu och björk är från slutet av 1200-talet. Ett större triumfkrucifix, skuret i björk, är från slutet av 1400-talet.
- Skulpturer av björk föreställande Maria och Mikael är kvar från ett altarskåp tillverkat vid slutet av 1400-talet.
- Predikstolen är samtida med nuvarande kyrka.
- Altartavlan är utförd 1869 av Albert Blombergsson och är en kopia av Fredric Westins altartavla i Kungsholms kyrka som skildrar Jesu uppståndelse. I april 1867 fick Blombergsson uppdraget för 1000 rdr.[1]
- Orgeln, som är samtida med nuvarande kyrka, är byggd av Jonas Wengström i Ovanåker. 1949 byggdes orgeln om av Frobenius & Co. 1977 renoverades orgeln av Åkerman & Lund. Ytterligare en renovering genomfördes år 2000.

| Man I. Huvudverk C-f3 | Man II. Öververk C-f3 | Pedal C-f1    | Koppel |
| --------------------- | --------------------- | ------------- | ------ |
| Principal 16'         | Gedackt 8'            | Violon 16'    | I/P    |
| Borduna 16'           | Vox candida 8'        | Subbas 16'    |        |
| Principal 8'          | Fugara 8'             | Violoncell 8' |        |
| Hålflöjt 8'           | Principal 4'          | Octava 4'     |        |
| Gedackt 8'            | Hålflöjt 4'           | Basun 16'     |        |
| Portunal 8'           | Waldflöjt 2'          |               |        |
| Octava 4'             | Nasat 1 1/3'          |               |        |
| Flöjt 4'              | Cornett 4 chor        |               |        |
| Quinta 3'             | Fagott 8'             |               |        |
| Octava 2'             |                       |               |        |
| Trumpet 8'            |                       |               |        |

- 1995 installeras en kororgel tillverkad av Robert Gustavsson Orgelbyggeri i Härnösand.

| Man I. Huvudverk C-g3 | Man II. Bröstverk C-g3 | Pedal C-d1    | Koppel |
| --------------------- | ---------------------- | ------------- | ------ |
| Principal 8'          | Trägedackt 8'          | Subbas 16'    | II/I   |
| Blockflöjt 8'         | Quintadena 4'          | Gedacktbas 8' | II/P   |
| Octava 4'             | Täckflöjt 2'           |               | I/P    |
| Vakant                | Regal 8'               |               |        |
| Nasat 3'              | Tremulant              |               |        |
| Octava 2'             | Svällare               |               |        |
| Mixtur                |                        |               |        |

### Webbkällor
- Gefle Dagblad
- byggnadspresentation